# Malompataki-völgy

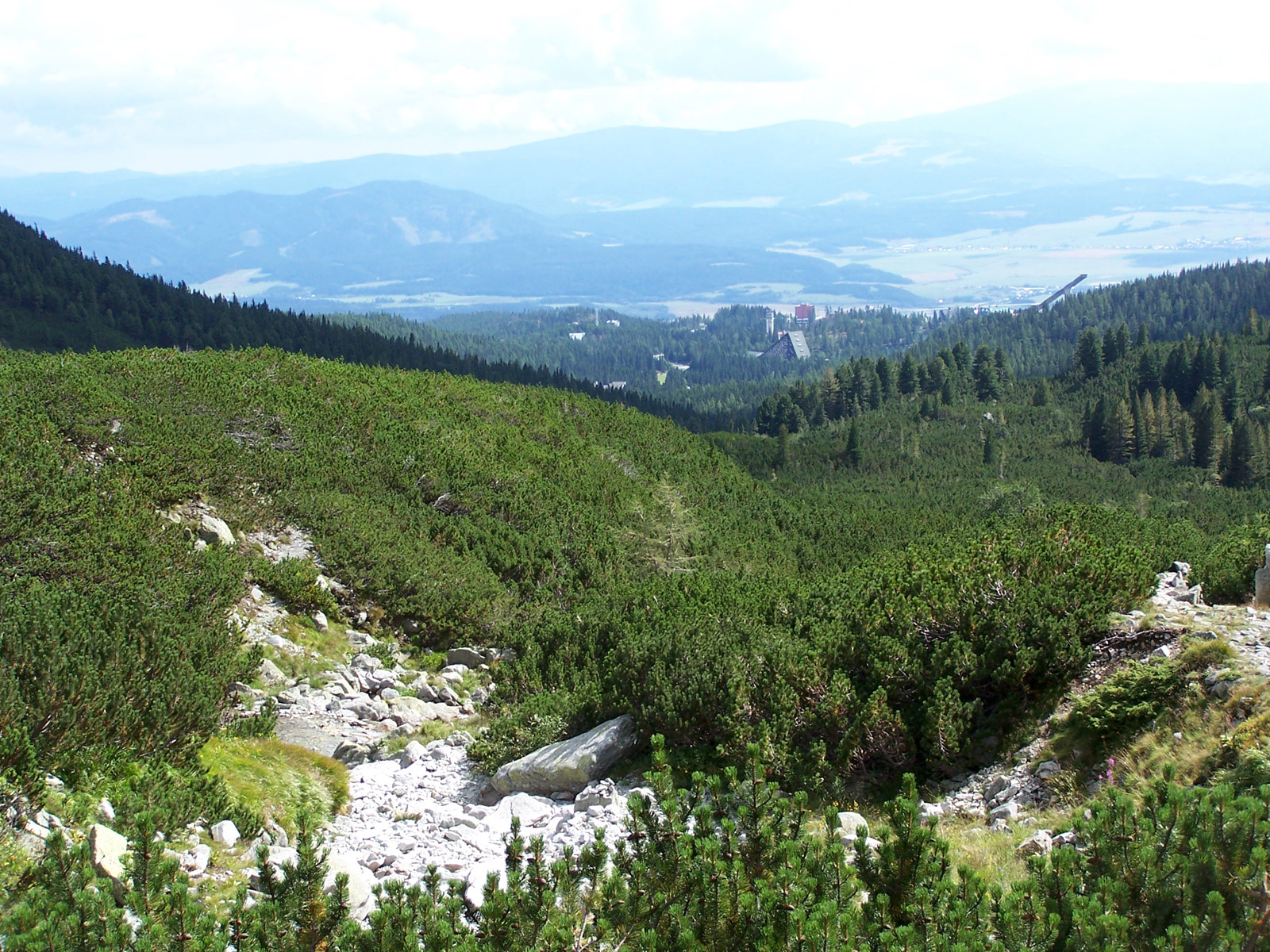
A Malompataki-völgy a Fátyol-vízesésnél, a háttérben Csorbató

A Malompataki-völgy (szlovákul Mlynická dolina) egy kb. 6 km hosszú völgy a Magas-Tátrában, Szlovákiában. A Csorba-tótól észak-északnyugat felé, a Kriván szárnyvonulatán lévő Csorbai-csúcs alá vezet. Oldalról a Furkota-csúcs délkeleti oldalgerince (Szoliszkó-gerinc) és a Hlinszka-torony délkeleti oldalgerince (Bástya-gerinc) határolja. A völgy legfelső végét a Csorbai-csúcs déli bordája két részre osztja.

## Nevének eredete
A nevét a völgyön keresztül folyó patakról kapta. A patak számos lépcsős vízesése a nép fantáziájában malomkerekekre hasonlítanak. Az biztos, hogy a völgyben sohasem volt malom. A szlovák mlynica szó szerint malompatak. A Malompataki-völgy elnevezést Grósz Alfréd szorgalmazta. 
A 19. században a Csorbai-völgy elnevezés is gyakori volt, mivel a völgy Csorba község határában feküdt. Ez az elnevezés tájékozódási szempontból nagyon megfelelt, hasonlított a többi völgye elnevezésre (Menguszfalvi-völgy, Felkai-völgy stb.), de mára feledésbe merült. 
Forrás: WET 758. o.

## Növényzet és vízrajz
A völgy alsó részének kb. feléig ér fel a lucfenyőerdő, amit 1500 méteres magasságban vált fel a törpefenyő. 1650 méteres magasságtól már csak fű- és mohatársulások jellemzők.
A völgyön végigfolyik a Malom-patak (Mlynica), amely a Csorba-tó közelében a Poprádba ömlik. A völgy alsó és felső részét elválasztó sziklafalon hull alá a Fátyol-vízesés. Érdekesség, hogy a Szoliszkó-gerinc egy európai jelentőségű vízválasztó. A Malompatak a Poprádba, azt követően a Visztulába, legvégül pedig a Balti-tengerbe ömlik. A gerinc túlsó oldalán, a Furkota-völgyben csörgedező Furkota-patak vize viszont a Vággal a Dunába, végül pedig a Fekete-tengerbe jut.
A völgyben található tavak (délről észak felé):
- Új-Csorba-tó (Nové Štrbské pleso)
- Csorba-tó (Štrbské pleso – 1347 m)
- Felső-Fátyol-tó avagy Szkok-tó (Pleso nad Skokom – 1801 m)
- Alsó-Zerge-tó (Nižné Kozie pleso – 1943 m)
- Felső-Zerge-tó (Vyšné Kozie pleso – 2006 m)
- Szentiványi-tó (Capie pleso – 2075 m)
- Döller-tó (Okrúhle pleso – 2105 m)

## Turistautak
A völgyön jelzett turistaút vezet végig. A csorbatói állomástól aszfaltozott úton kell a Szoliszkó-felvonóig elsétálnunk (15 perc). Innen a sárga jelzésű turistaúton elindulunk a fenyőerdőben felfelé. A szerpentinúton 30 perc alatt elérjük az erdőhatárt és kiérünk a törpefenyvesbe. Háromnegyed óra múlva fokozatosan elfogynak a törpefenyők, és megérkezünk a szép Fátyol-vízeséshez. Innen meglehetősen nehéz úton, 1 óra 50 perc alatt jutunk fel a Szkok-tó és a Zerge-tavak érintésével a 2314 méter magasan fekvő Lorenz-hágóra (Bystré sedlo), amely átvezet a Furkota-völgybe. A turistaút a Fátyol-vízeséstől hivatalosan csak felfelé járható és télen le van zárva.

## Képek

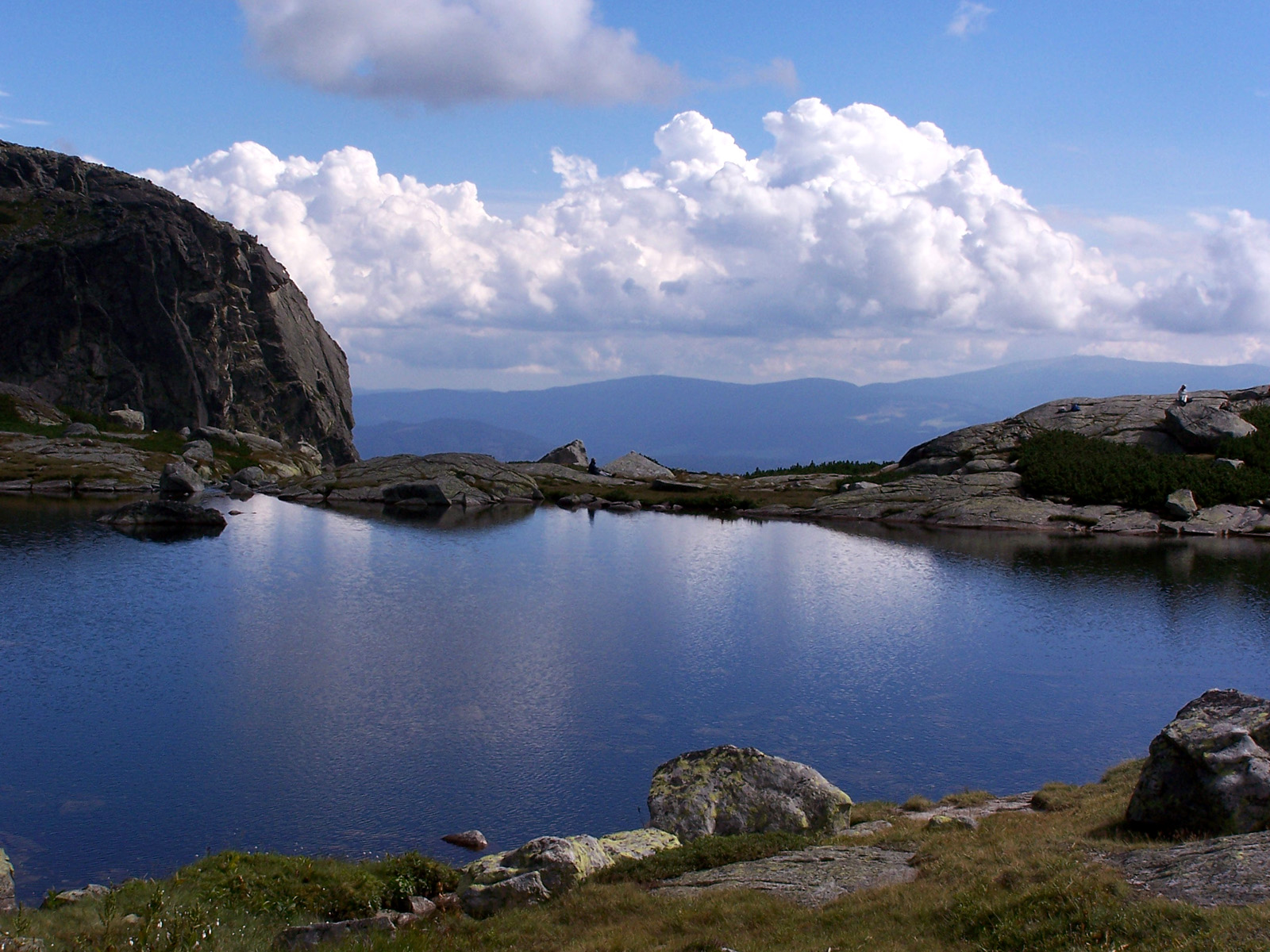
Szkok-tó
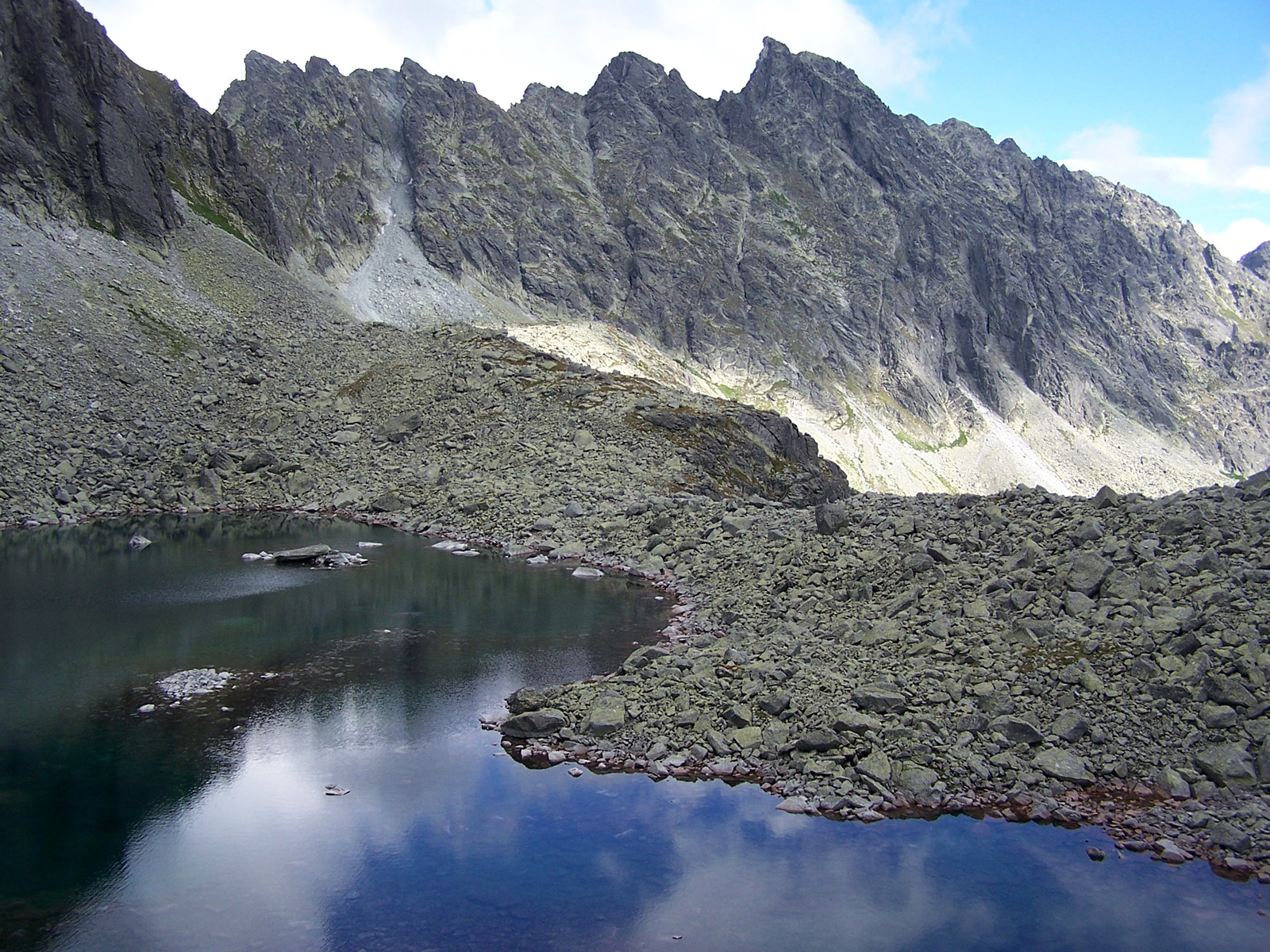
A Bástya-gerinc a Szentiványi-tó partjáról
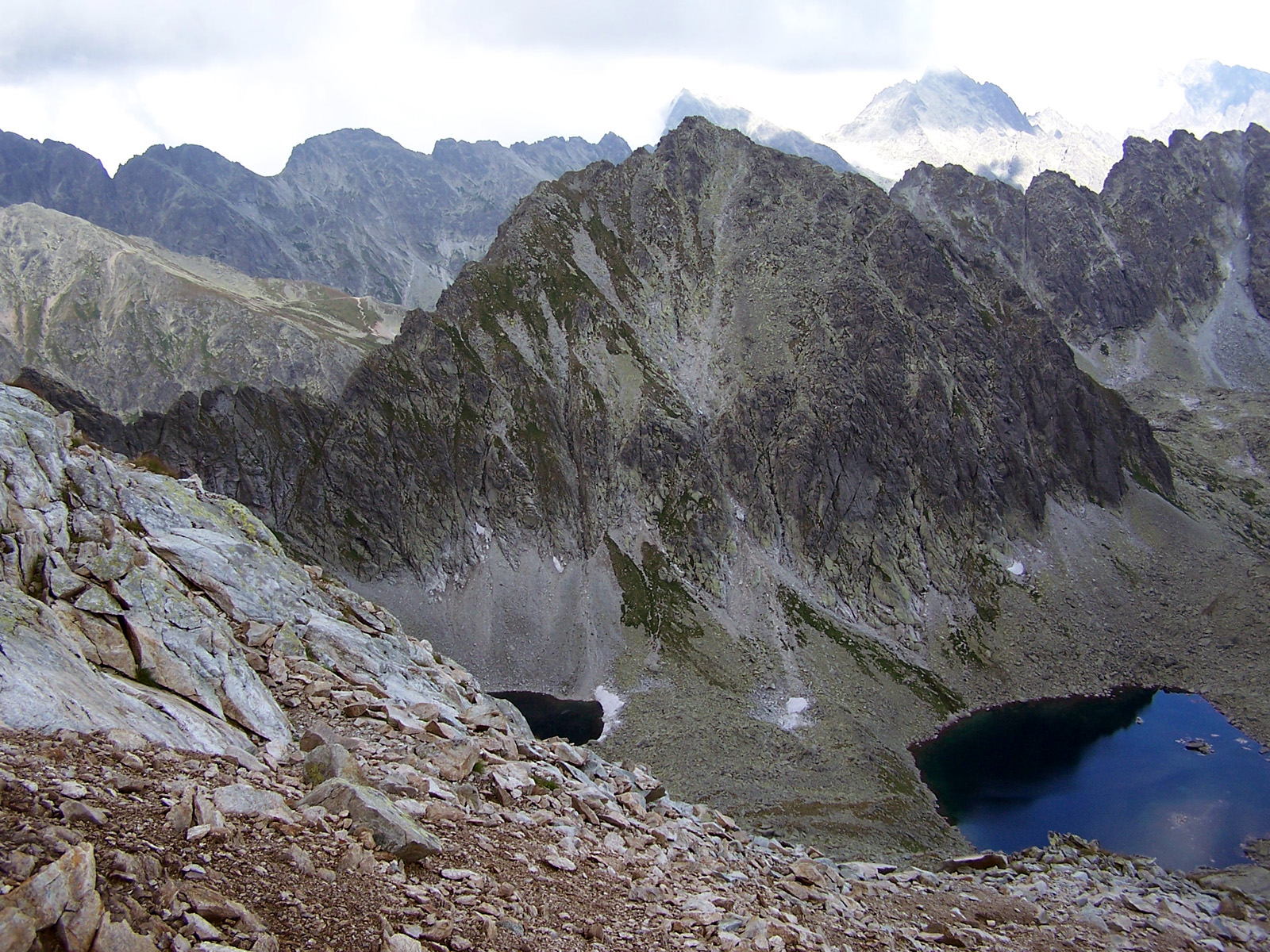
A Csorbai-csúcs (2381 m) a Szentiványi- és Döller-tavakkal
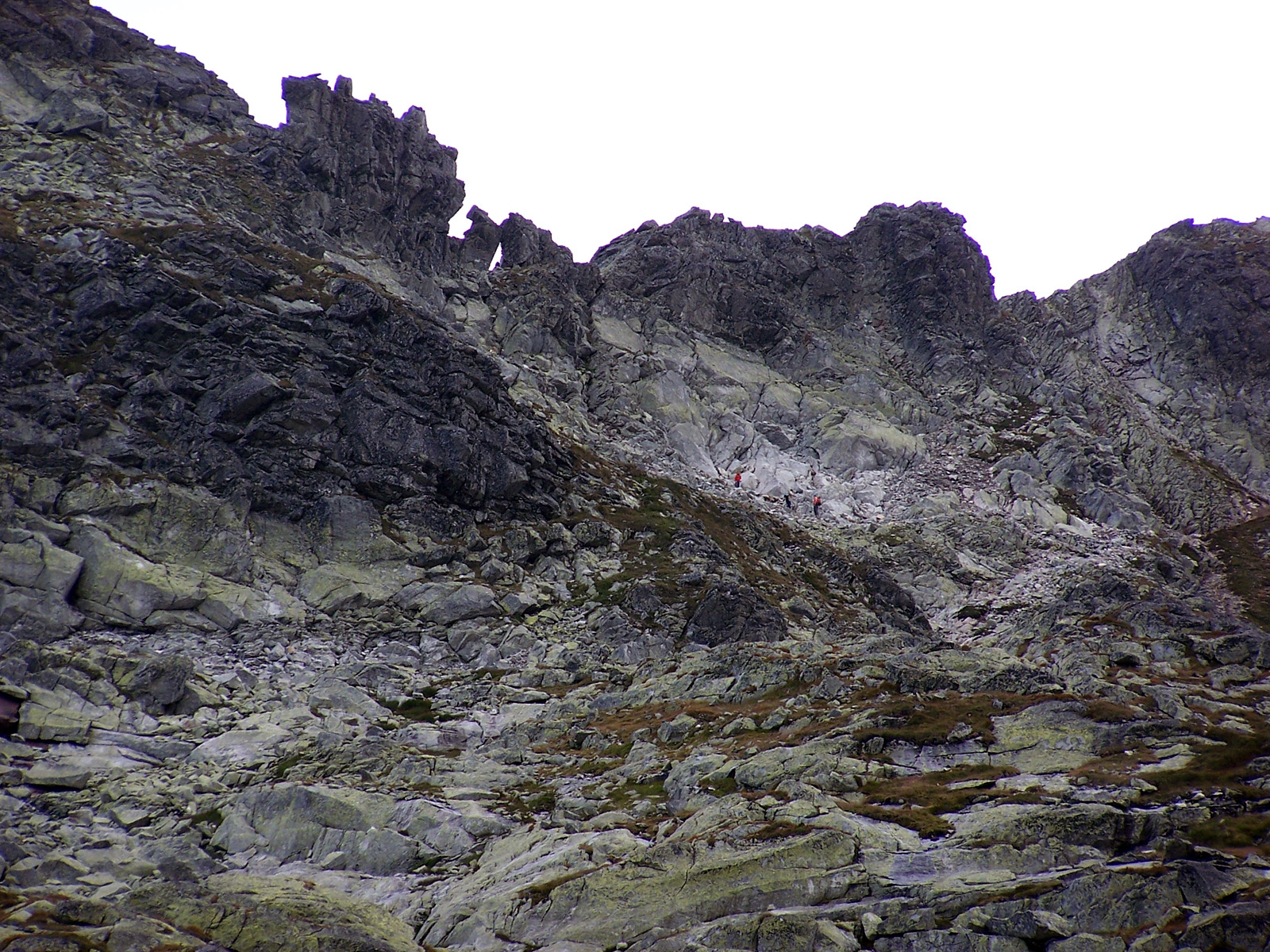
A Lorenz-hágó, alatta a hágóra vezető turistaút